# Kostkova vinopalna v Kuklenách
Kostkova vinopalna (Pražská třída čp. 16) – dům v Kuklenách, který sloužil nejprve jako selský dvůr, později jako výrobna a nálevna kořalky.

## Stavební popis
Přízemní cihlový dům s pozůstatkem uličního štítu, valbovou střechou a 9 okny v uliční části.

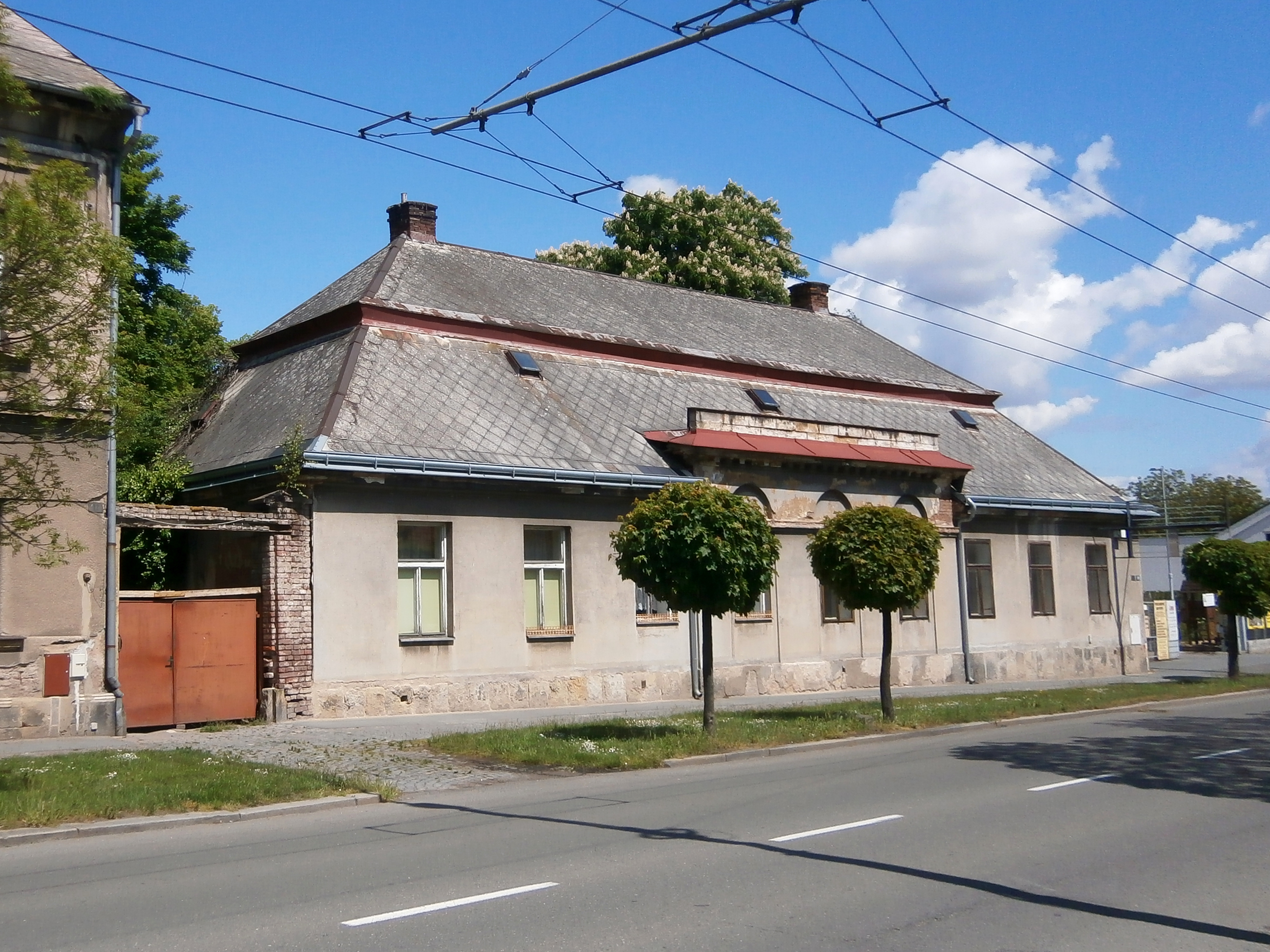
Dnešní vzhled domu čp. 16

## Historie
Tento dům měl staré čp. 13. Roku 1783 se jako jeho majitel jmenuje Jan Forbelský, který spolu s manželkou Annou dům postoupil vnučce Anně Hejblové. Dalšími majiteli jsou Anna a František Hejcmanovi, kteří roku 1796 měli 2 světnice, klenutou předsíň, kuchyň, stodolu a studni, zahrada byla 1 ¼ korce veliká. Dům zdědila dcera Marie.
Roku 1802 prodala Anna Hejcmanová Tomáši Kaiserovi čp. 13, které 24. února 1806 koupili v dražbě spolu s vedlejšími stavbami, přilehlou zahradou a polem 1 ¾ korce hradecký hospodářský správce František Lernet a jeho manželka Marie, a to za 3 000 zl.
10. října 1808 manželé Lernetovští prodali za 4 000 zl. Janu Kostkovi domovní příbytek čp. 13 spolu s koňskou a kravskou maštalí, 2 kůlnami, sklepem a stodolou, též s vozní zahradou o 1 korci a 2 věrtelích. Ten v roce 1834 popustil své manželce Anně Kostkové čp. 16 se zařízenou vinopalnou, zahradu a pozemky za 30 218 zl. Roku 1868 vydražil čp. 16 dr. František Plakvic s manželkou Marií za 15 020 zl. 29. prosince téhož roku Marie Plakvicová žádala o povolení kořalečního obchodu v čp. 16. Představenstvo podalo vyjádření, že takového obchodu není v Kuklenách zapotřebí, neboť v obci je něco přes 140 čísel popisných a je tam 9 hospod, kde všude kořalku prodávají. Mimo to má Adolf Felfel továrnu na likéry, kde též kořalku všeho druhu ve velkém i v malém prodávají. Poněvadž se však v tomto domě takový obchod již po mnoho let provozoval, proti povolení se ničeho nenamítá, když osobní právo na místo Adolfa Kostky na Marii Plakvicovou se přenese. Výnosem z 29. prosince 1868 č. 2514 jí bylo povolení uděleno.
Dům několikrát vyhořel (21. a 22. listopadu 1879, 9. března 1885 stodola, 27. listopadu 1897, 22. ledna 1904 stodola, chlévy, řezárna a přístavek na sever a východ), až čp. 15 a 16 koupila za 13 000 zl. paní Fuchsová, jejíž manžel obchodoval s kůžemi, vydlužil si peníze a ujel do Ameriky.